# Schloss Altenstadt bei Vohenstrauß

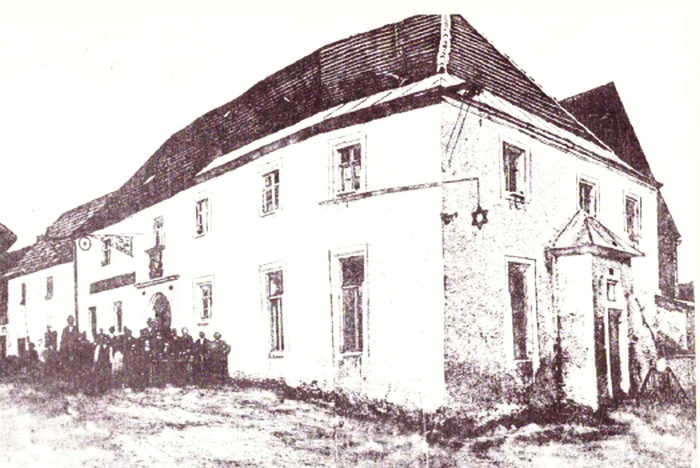
Schloss Altenstadt (um 1900)

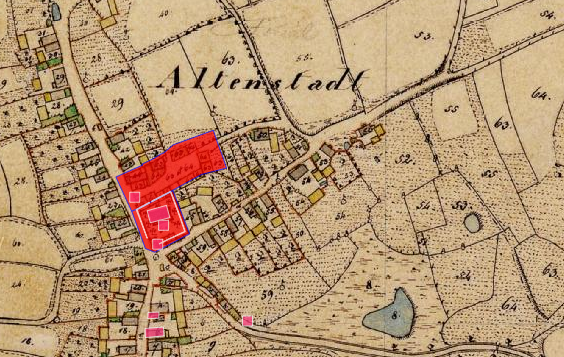
Lageplan von Schloss Altenstadt bei Vohenstrauß auf dem Urkataster von Bayern

Das abgegangene Schloss Altenstadt bei Vohenstrauß stand neben der Wehrkirche von Altenstadt. Heute ist Altenstadt ein Ortsteil von Vohenstrauß in der Oberpfalz. Die Anlage wird als Bodendenkmal unter der Aktennummer D-3-6339-0035 im Bayernatlas als „untertägige Befunde des abgebrochenen Hofmarkschlosses in Altenstadt b. Vohenstrauß und seiner Vorgängerbauten.“ geführt. 

## Geschichte
Anfang des 11. Jahrhunderts war Altenstadt im Besitz der Grafen von Sulzbach und gehörte zu ihrer Herrschaft Floss. Der frühere Name von Altenstadt war Vohendreze. Hier hat 1124 Bischof Otto von Bamberg auf seiner ersten Missionsreise nach Pommern eine Kirche zusammen mit der Kirche St. Margareta  von Leuchtenberg eingeweiht. Die Kirche in Altenstadt wurde als Wehrkirche errichtet. In unmittelbarer Nähe wurde Vohenstrauß gegründet und Altenstadt wurde um 1230 Altenvohendreze genannt. 1242 ist Altenstadt als Sitz eines Reichsministerialen bezeugt: In einer von König Konrad IV. für das Kloster Tepl ausgestellten Urkunde erscheint als Zeuge ein Wolfelinus de Vohendraz. Nach dem Tode Konrads IV. gingen die Burgen Floss, Parkstein und Luhe 1269 an Herzog Heinrich I. von Niederbayern. 1336 besaß die Propstei Böhmischbruck in Altenstadt eine Curia Wilhardi (sita aput  Antiquam Civitatem). Ebenso hatte hier das Kloster Waldsassen verschiedene Besitzungen. Die Blutgerichtsbarkeit über Altenstadt übten 1357 die Landgrafen von Leuchtenberg bzw. das Landgericht Leuchtenberg aus. 1369 gehört Altenstadt zu den neuböhmischen Gebieten.
Der erste urkundlich gesicherte Besitzer des Gutes Altenstadt war Altmann der Katzdörfer, der 1403 als Pfleger von Tännesberg erwähnt wird. Nachfolger wird Christoph von Parsberg, der 1449 sein Gut an Hans Pleysteiner verkauft. Die Pleisteiner, die mit den Waldauern verwandt waren, hatten schon zuvor in Altenstadt Fuß gefasst, denn die Landgrafen von Leuchtenburg hatten in Altenstadt vier Güter, die dann Rüger der alte von Pleystein und seine Söhne Frentzel und Wolfhart 1357 als Lehen erhielten. Nach dem ältesten Leuchtenberger Lehenbuch war Frenzlin von Pleystein mit den vier Gütern belehnt. Im 15. Jahrhundert erscheint ein Jörg Pleiensteiner zu Altenstadt, er wird auch in der Landtafel von Pfalz-Neuburg 1514 genannt. Am 1. Dezember 1528 verkauft Georg Pleysteiner, verheiratet mit Helene von Eglhoffstein, sein Gut für 831 Gulden an Niklas Haubner und seine Frau Katharina. Weitere Landsassen sind Niklas Haubners Erben (1552), Christoph Haubner (1565), Christoph Haubners Erben (1579), Martin Haubner (1586), Christoph Karl Haubner (1607), Hans Haubner (1610) und Hans Hopfner (1628), Ratsbürger von Vohendrazze. Sein Sohn Michael verweigerte das Erbe und so wurde es an Stephan Schwab (1657) verkauft. Danach kam es an Christoph Hauburg (1667). Den nichtadeligen Landsassen stand die niedere Gerichtsbarkeit über ihre Grundholden nicht zu. Am 9. November 1700 verkauft Georg Schwab das Landsassengut an Johann Ludwig Rieter von Kornburg. Sein Bruder Johann Albrecht Andreas Adam Rieter verkauft sein Gut 1708 an den Herzog von Sulzbach und inkorporierte es dem Amt Vohenstrauß als Privatgut bzw. als Hofmark.

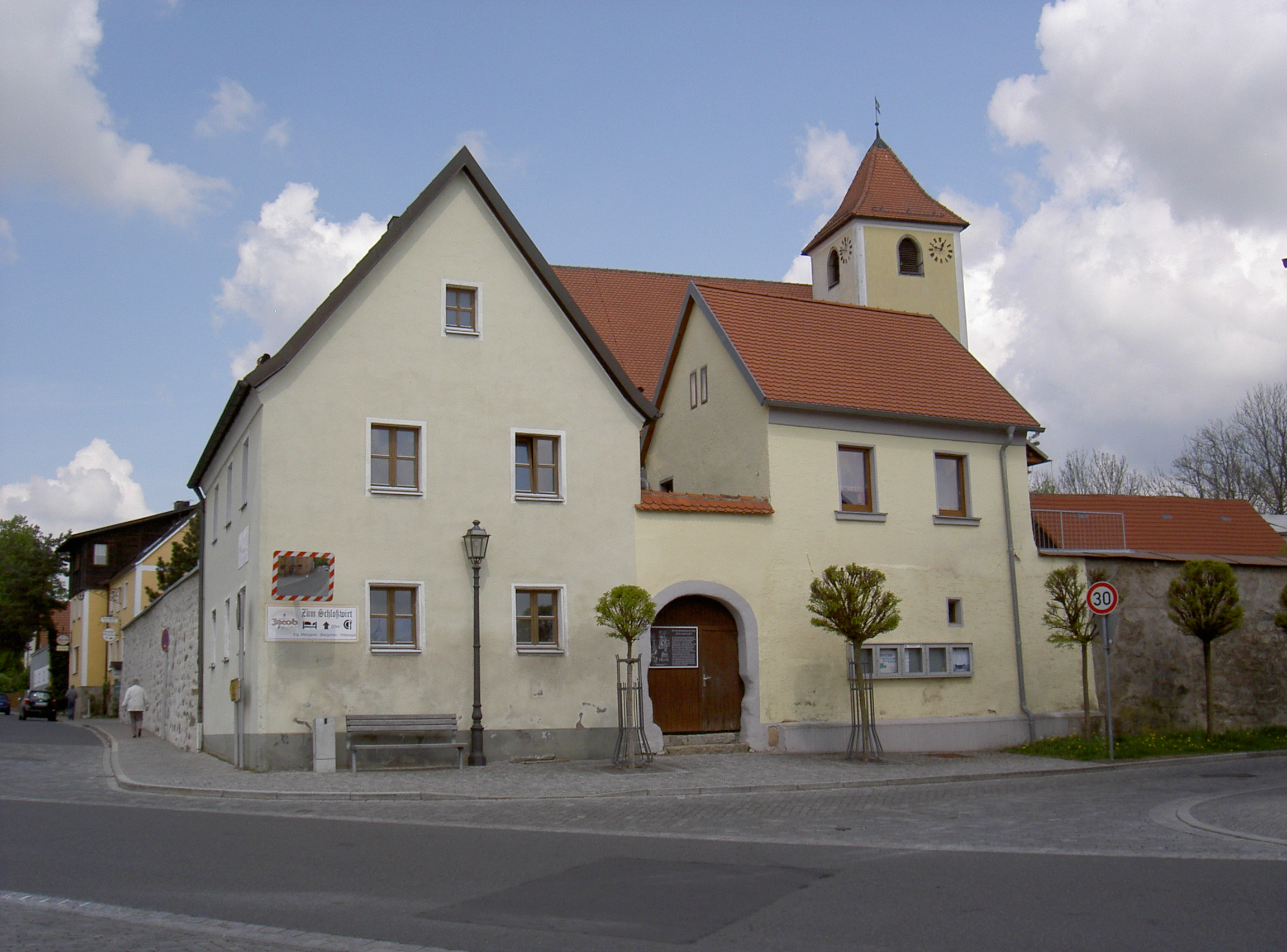
Ensemble um die Kirche von Altenstadt

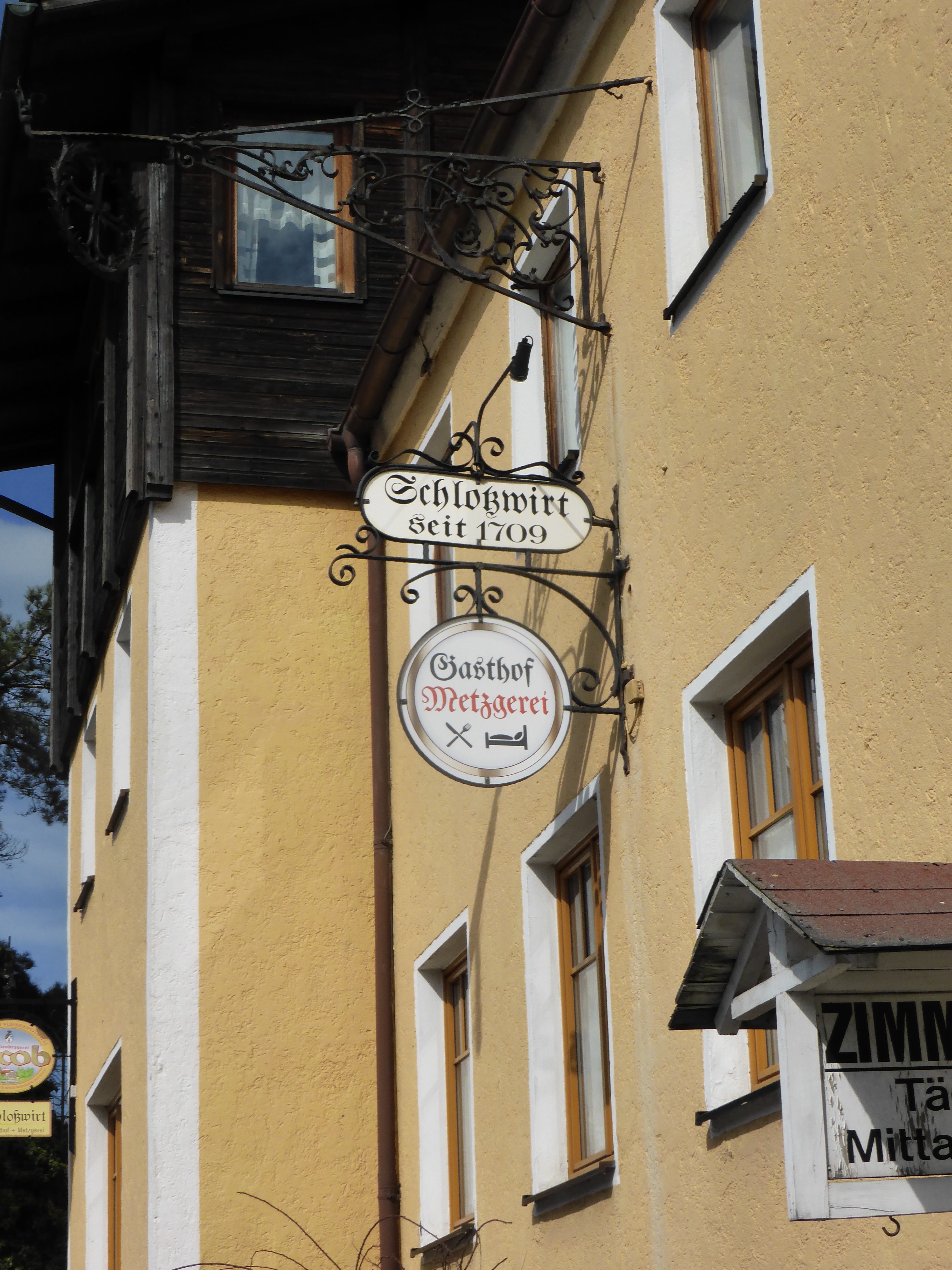
Schlosswirt in Altenstadt

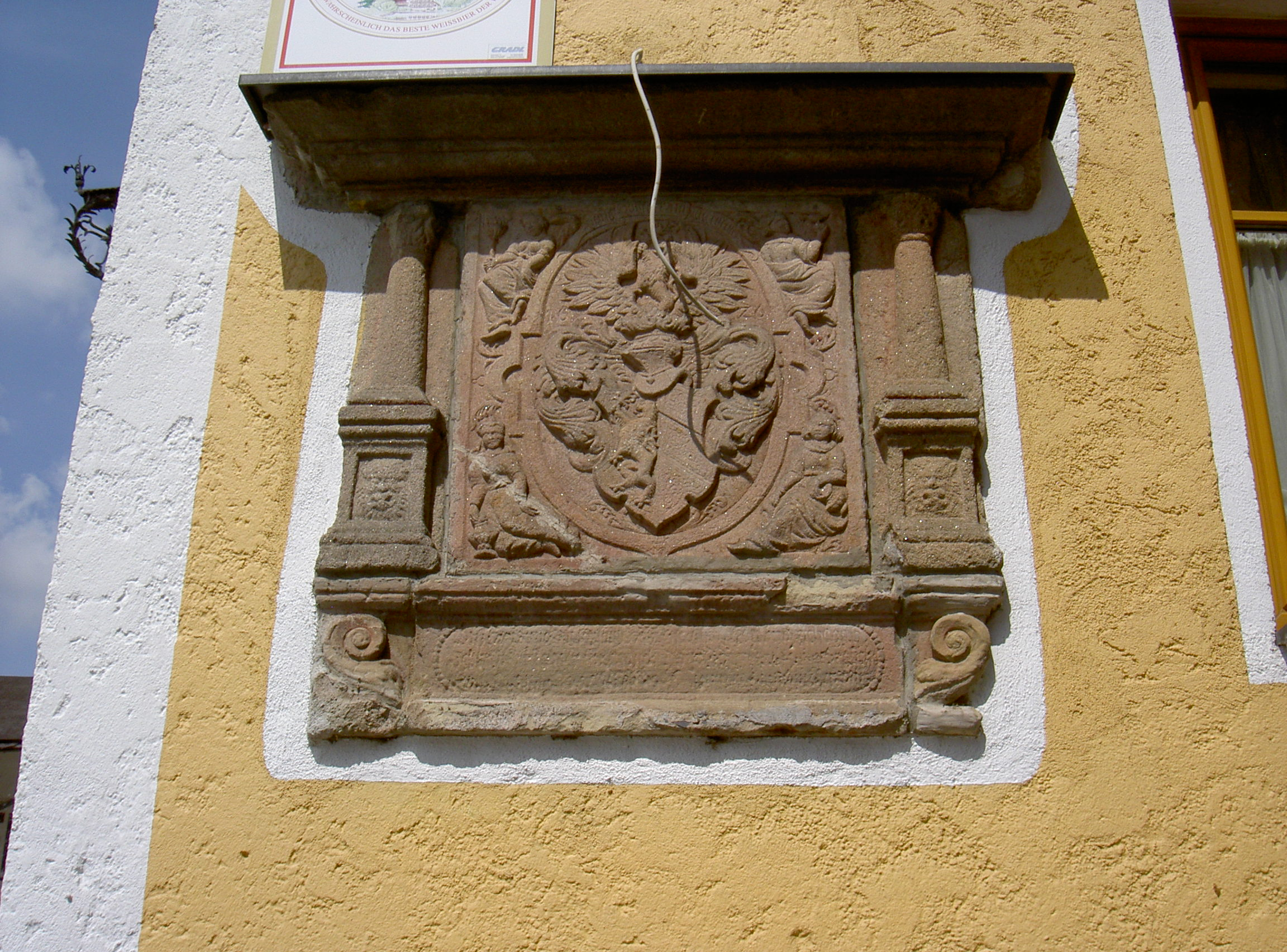
Wappentafel am Schlosswirt

Die Gebäude und die Gründe gingen später in den Besitz der Familie Weishäupl über, und zwar an Augustin und Balthasar Weißhäupl, die dann eine Metzgerei und eine Gastwirtschaft eröffneten. Später wurde das Gut von Lorenz Mühlhofer erworben. Auf diesen folgte Salomon Mühlhofer, der Großvater von Friedrich Höllerer. Salomon Mühlhofer ließ im Sommer 1924 das alte Schloss abreißen und baute eine neue Gastwirtschaft und Metzgerei. Am 1. April 1957 zerstörte ein Großbrand den Gasthof, der aber noch im gleichen Jahr wieder aufgebaut wurde. Im Jahre 1999 übergab der Schlosswirts-Fritz an seinen Sohn Wolfgang Höllerer, in dessen Besitz sich der Gasthof heute noch befindet.

## Gebäude
Das Landsassengut Altenstadt bildete mit der dortigen Wehrkirche, der Friedhofsmauer und dem mit einem Tor geschützten Aufgang zur Kirche einen abgeschlossenen Bereich. Es stand neben der Kirche und hatte einen gesonderten, überdachten Eingang zur Kirche. Das Gebäude wurde 1924 abgerissen. Dabei fand man in einem eisernen Topf Münzen, Goldringe und Schmuck aus dem 16. Jahrhundert. Der Fund wurde nach München verbracht.
Auf dem Gebäude hing auch ein schmiedeeisernes Wirtshausschild, das um 1709 entstanden ist. Heute wird dieses als Aushängeschild für den neuen Gasthof Schlosswirt (Waldthurner Straße 4) verwendet. In der Kirche von Altenstadt befinden sich noch heute zwei gut erhaltene Grabsteine von Nikolaus Haubner und seinen Nachkommen. Ihr Wappen war einst über dem Haupteingang des „Schlösschens“ zu finden. Heute ist es über dem Eingang der Schlosswirtschaft angebracht.